# 도시샤마에역
도시샤마에역(일본어: 同志社前駅, どうししゃまええき 도우시샤마에에키[*])은 일본 교토부 교타나베시에 위치한 서일본 여객철도의 역이다. 역명의 유래인 도시샤 대학 교타나베 캠퍼스에서 가장 가까운 역이다. 개찰구에서 도시샤 대학 정문까지는 도보 기준 10분, 도시샤 여자 대학 정문까지는 3분 정도의 거리이다. 1986년 도시샤 대학 교타나베 (당시 다나베) 캠퍼스의 개교에 수반해 재학생들의 편의를 위해 신설 개업하였다. 당시 일본국유철도로서는 최초로 학교의 이름을 채용하여 신설한 역이었다.

## 역 구조
상대식 승강장으로 2면 2선의 지상역이다. 1번 승강장과 2번 승강장 간의 이동은 건널목을 건너야만 한다.
이코카 및 제휴 IC 카드의 사용이 가능하다. 개찰구에는 간이 개찰기가 4대 설치되어 있어 통학 시간대의 개찰의 효율화를 도모하고 있다. 일부 이용자로부터 '좁다', '7량 운행은 아직인가' (교타나베역 이남 구간인 도시샤마에 역에서는 4량만이 운행되고 있었다.)와 같은 비난에 수반하여 2010년 3월 14일 7량 수용이 가능하도록 교타나베역 이남 구간의 전 역의 승강장을 연장하는 사업을 완료하여 가타마치 선 전 구간에서의 7량 운전이 예정되어 있다.
원래 역사는 침대열차 등으로서 활약한 일본국유철도 583계 전동차의 폐차분이 사용되어, 그 버려진 열차의 공간을 활용하여 찻집의 영업이 이루어졌다. 폐점 후에도 대합실로서 사용이 계속되다가 이용객이 증가, 승강장을 확장할 필요가 생기자 교타나베시, 서일본 여객철도, 도시샤 대학 간의 합의에 따른 결정으로 2005년 도시샤 대학 교타나베 캠퍼스를 형상화 한 새 역사가 개축되었다. 덧붙여 이 역은 서일본 여객철도 교통 서비스의 위탁 영업을 받고 있으며 쾌속 열차와 구간 쾌속 열차의 다수가 이 역에서 방향을 전환한다.
2014년 기준으로, 도시샤마에역은 2면 2선중 1면 1선만 사용중이며, 양방향의 열차(쿄바시방향, 키즈방향)가 모두 같은 승강장에 정차한다. 열차의 문은 수동취급이며 승하차시 열차 문의 오른쪽방향에 붙어있는 개폐버튼을 이용하여 승하차를 하여야만 한다. 건널목을 이용하여 건너야만 했던 2번승강장은 사용하지 않고 방치중이며, 본선을 제외한 선로는 사용할 수 없는 상태이다. 전 열차는 7량으로 운행중이며, 321계와 207계가 운행중이다. 오사카방면으로 23시 막차시간대를 제외하고는 모두 구간쾌속,쾌속열차만 정차한다. 키즈방면으로는 쾌속,구간쾌속,보통이 있지만 쾌속,구간쾌속,보통 모두 나가오역 이후로는 각역정차이므로 쾌속,구간쾌속의 의미가 사실상 없지만, 안내방송에서는 쾌속,구간쾌속,보통을 구별하여 방송하고 있다.

### 승강장
| 1 | ■ 갓켄토시 선 | 하행선 | 시조나와테・교바시 방면               |
| 1 | ■ 갓켄토시 선 | 상행선 | 기즈 방면                             |
| 2 | ■ 갓켄토시 선 | 하행선 | 시조나와테・교바시 방면 (일부 열차만) |

## 역사
- 1986년 4월 1일: 가타마치 선 JR 미야마키 역 ~ 교타나베역 간에 도시샤 대학 재학생들의 편의를 위해 신설 개업.
- 1987년 4월 1일: 민영화에 의해 서일본 여객철도의 소속이 되었다.
- 2003년 11월 1일: 이코카의 사용이 개시되었다.
- 2005년 1월 29일: 신 역사 사용 개시.

## 인접정차역
| 서일본 여객철도 가타마치 선 | 서일본 여객철도 가타마치 선 | 서일본 여객철도 가타마치 선 |
| --------------------------- | --------------------------- | --------------------------- |
| JR 미야마키 기즈 방면       | ■ 갓켄토시 선               | 교타나베 교바시 방면        |